# DESTINATION (나카모리 아키나의 음반)
《DESTINATION》(데스티네이션)은 일본의 여가수 나카모리 아키나(中森明菜)의 22번째 정규 음반과 동명의 타이틀곡으로 2006년 6월 21일에 발매하였다. (CD: UMCK-1209, 디지털 다운로드) 《I hope so》 이후 3년만에 발매한 정규 음반으로 CD와 디지털 다운로드로 배포하였다. 이 음반에서도 나카모리가 Miran:Miran이라는 필명으로 작사한 곡 2개가 수록되어 있다. 2006년 7월 3일, 오리콘 주간 앨범 차트에 처음으로 진입, 최고순위 20위를 달성하였다. 차트 톱100에 4주 동안 올라와있었다.

## 수록곡
| #            | 제목                                                         | 작사                 | 작곡            | 편곡                                                   | 재생 시간 |
| ------------ | ------------------------------------------------------------ | -------------------- | --------------- | ------------------------------------------------------ | --------- |
| 1.           | 〈〈붉은 밤 -beniyo-〉(紅夜 -beniyo- 베니요[*])〉            | 하야시 모모코        | 하야시다 켄지   | 사사키 유스케                                          | 4:10      |
| 2.           | 〈〈거짓말쟁이〉(嘘つき 우소츠키[*])〉                       | 가와에 미나코        | 에가미 코타로   | 사사키 유스케                                          | 4:06      |
| 3.           | 〈〈Seashore〉〉                                             | Adya                 | 히라타 쇼이치로 | 사사키 유스케, Olivia Burrell (백그라운드 보컬 리믹스) | 5:02      |
| 4.           | 〈〈잠자는 숲속의 나비〉(眠れる森の蝶 네무레루모리노초[*])〉 | 가와에 미나코        | 에가미 코타로   | 사사키 유스케                                          | 4:08      |
| 5.           | 〈〈고동〉(鼓動 코도[*])〉                                   | 난 차리              | 노이 요지       | 사사키 유스케, Olivia Burrell (백그라운드 보컬 리믹스) | 4:35      |
| 6.           | 〈〈GAME〉 (Album Version)〉                                 | 쿠도 아마네          | 하야시다 켄지   | 하야시다 켄지, 우에스기 히로시                         | 5:14      |
| 7.           | 〈〈밤의 꽃〉(夜の華 요루노하나[*])〉                        | 난 차리, Miran:Miran | 다나카 나오     | 사사키 유스케, Olivia Burrell (백그라운드 보컬 리믹스) | 3:53      |
| 8.           | 〈〈꽃이여, 춤춰라〉(花よ踊れ, Album Version)〉              | 카렌                 | 하바 히토시     | 우에스기 히로시                                        | 4:18      |
| 9.           | 〈〈LOVE GATE〉〉                                            | Rie, Miran:Miran     | Rie             | 사사키 유스케, Olivia Burrell (백그라운드 보컬 리믹스) | 3:24      |
| 10.          | 〈〈낙화유수〉(落花流水, Album Version)〉                    | 마츠모토 다카시      | 하야시다 켄지   | 사카모토 마사유키                                      | 4:43      |
| 11.          | 〈〈Only You〉〉                                             | Rie                  | Rie             | 사사키 유스케                                          | 3:44      |
| 12.          | 〈〈Grace Rain〉〉                                           | Rie                  | Rie             | URU                                                    | 4:53      |
| 총 재생 시간 | 총 재생 시간                                                 | 총 재생 시간         | 총 재생 시간    | 총 재생 시간                                           | 52:53     |